# Insectă
Insectele reprezintă o clasă de animale nevertebrate hexapode aparținând încrengăturii Arthropoda, subîncrengătura Hexapoda. În natură există circa un milion de specii de insecte, care viețuiesc atât în mediile terestre cât și în cele acvatice. Insectele pot fi apterigote (fără aripi) sau pterigote (cu aripi).
Cea mai largă și uniform răspândită categorie taxonomică din cadrul artropodelor, insectele alcătuiesc grupul cel mai divers de animale de pe Pământ, arealul fiind cu precădere uscatul, existând cu mult peste 1.000.000 de specii, dintre care aproximativ 925.000 au fost cercetate și descrise.
Insectele reprezintă, de departe, cel mai numeros grup de animale de pe Pământ, reprezentând 95% dintre artropode și 65% dintre numărul membrilor regnului animal.
Corpul lor este împărțit în 3 părți: cap, torace și abdomen. 
Referitor la insecte Plinius cel Bătrân spunea: „În nici una dintre lucrările sale Natura nu și-a arătat originalitatea mai mult decât în cazul insectelor”.
Insectele pot fi găsite în aproape toate mediile, deși numărul de specii care s-au adaptat la viața în ocean, unde predomină crustaceele, este destul de mic.
Partea Exoptherigota a Neopterei este uneori divizată în Orthopteroida (cerci prezent) și Hemipteroida (cerci absent), denumite de altfel și Exopterygota inferioară și Exopterygota superioară.
Știința care se ocupă cu studiul insectelor poartă denumirea de entomologie.

## Morfologie externă
Insectele au corpuri segmentate protejate de cuticulă impregnată cu chitină îndeplinind rolul de exoschelet. Corpul este divizat în trei regiuni (sau tagme) distincte: cap, torace și abdomen. Capul poartă o pereche de antene senzitive, o pereche de ochi compuși, ochi simpli (numărul lor variază în funcție de grup) și piesele aparatului bucal. Toracele este alcătuit din 3 segmente: protorace, mezotorace și metatorace, fiecare având câte o pereche de picioare. Mezotoracele și metatoracele sunt înzestrate cu aripi. La unele grupe există doar o singură pereche de aripi sau lipsesc complet. De regulă, abdomenul este alcătuit din 10 segmente + telson. Și în acest caz, numărul segmentelor abdominale este diferit la unele grupe. 

### Cap
Este format din 6 segmente și este denumit și capsula cefalică. Are forme și mărimi diferite în funcție de specie și de modul de viață al insectelor.

## Reproducere și dezvoltare
Reproducerea
Cele mai multe specii de insecte prezintă indivizi ai ambelor sexe, reproducerea lor fiind sexuata.
La unele, reproducerea sexuata poate să alterneze cu partenogeneza (reproducerea asexuată).
Dezvoltarea 
Dezvoltarea insectelor se realizează prin metamorfoză, proces care include trei etape: ou, larvă, adult.

## Clasificarea insectelor după Ionescu 1971(1)

Anatomia insectei
A- Cap; B- Torace; C- Abdomen.
1. Antene;
2, 3. Ocelli ochi simpli;
4. Ochi compuși;
5. Creier;
6, 9, 10. Cele trei segmente toracice.;
7. Artera dorsală;
8. Trahee (sistemul respirator);
11, 12. Aripi;
13. Stomac;
14. Inimă;
15. Ovare (sistemul reproducător);
16. intestine;
17. anus;
18. vagin;
19. Ganglionul abdominal;
20. Sistemul excretor (tuburile lui Malpighi);
21. pillow;
22. Gheare;
23. Tarsus;
24. Tibia;
25. Femur;
26. Trochanter;
27. fore-gut (crop, gizzard);
28. ganglionul toracic;
29. Coxa;
30. Glanda salivară;
31. Ganglion subesofagial;
32. Aparatul bucal.

| .       | Ordin                     | Subordin        | Suprafamilia  | Familie             | Gen          | .                              |
| Insecta | Collembola - Iubbock 1870 | 1.Artheropleona | Poduromoorpha | 1. Poduridae        | Podura       | Podura aquatica L.             |
| Insecta | Collembola - Iubbock 1870 | 1.Artheropleona | Poduromoorpha | 2. Hypogastruridae- | Hypogastrura | Hypogastrura manubialis Tullb. |
| Insecta | Collembola - Iubbock 1870 | 1.Artheropleona | Poduromoorpha | 2. Hypogastruridae- | Hypogastrura | Hypogastrura shalbergi Reut.   |
| Insecta | Collembola - Iubbock 1870 | 1.Artheropleona | Poduromoorpha | 2. Hypogastruridae- | Hypogastrura | Hypogastrura socialis Uz       |
| Insecta | Collembola - Iubbock 1870 | 1.Artheropleona | Poduromoorpha | 2. Hypogastruridae- | Hypogastrura | Hypogastrua cavicola Börn.     |
| Insecta | Collembola - Iubbock 1870 | 1.Artheropleona | Poduromoorpha | 2. Hypogastruridae- | Hypogastrura | Hypogastrua sigillata Uz.      |
| Insecta | Collembola - Iubbock 1870 | 1.Artheropleona | Poduromoorpha | 2. Hypogastruridae- | Xenylla      | Xenylla humicola Tullb.        |
| Insecta | Collembola - Iubbock 1870 | 1.Artheropleona | Poduromoorpha | 2. Hypogastruridae- | Xenylla      | Xenylla brevicaudata Tullb.    |
| Insecta | Collembola - Iubbock 1870 | 1.Artheropleona | Poduromoorpha | 2. Hypogastruridae- | Xenylla      | Xenylla nitida Tullb.          |
| Insecta | Collembola - Iubbock 1870 | 1.Artheropleona | Poduromoorpha | 2. Hypogastruridae- | Xenylla      | Xenylla maritima Tullb.        |
| Insecta | Collembola - Iubbock 1870 | 1.Artheropleona | Poduromoorpha | -                   | -            | -                              |
| Insecta | Collembola - Iubbock 1870 | 1.Artheropleona | Poduromoorpha | -                   | -            | -                              |
| Insecta | Collembola - Iubbock 1870 | 1.Artheropleona | Poduromoorpha | -                   | -            | -                              |

| 1. Antene; 2, 3. Ocelli ochi simpli; 4. Ochi compuși; 5. Creier; 6, 9, 10. Cele trei segmente toracice.; 7. Artera dorsală; 8. Trahee (sistemul respirator); 11, 12. Aripi; 13. Stomac; 14. Inimă; 15. Ovare (sistemul reproducător); 16. intestine; 17. anus; 18. vagin; | 19. Ganglionul abdominal; 20. Sistemul excretor (tuburile lui Malpighi); 21. pillow; 22. Gheare; 23. Tarsus; 24. Tibia; 25. Femur; 26. Trochanter; 27. fore-gut (crop, gizzard); 28. ganglionul toracic; 29. Coxa; 30. Glanda salivară; 31. Ganglion subesofagial; 32. Aparatul bucal |

## Interacțiunea cu omul

### Beneficii

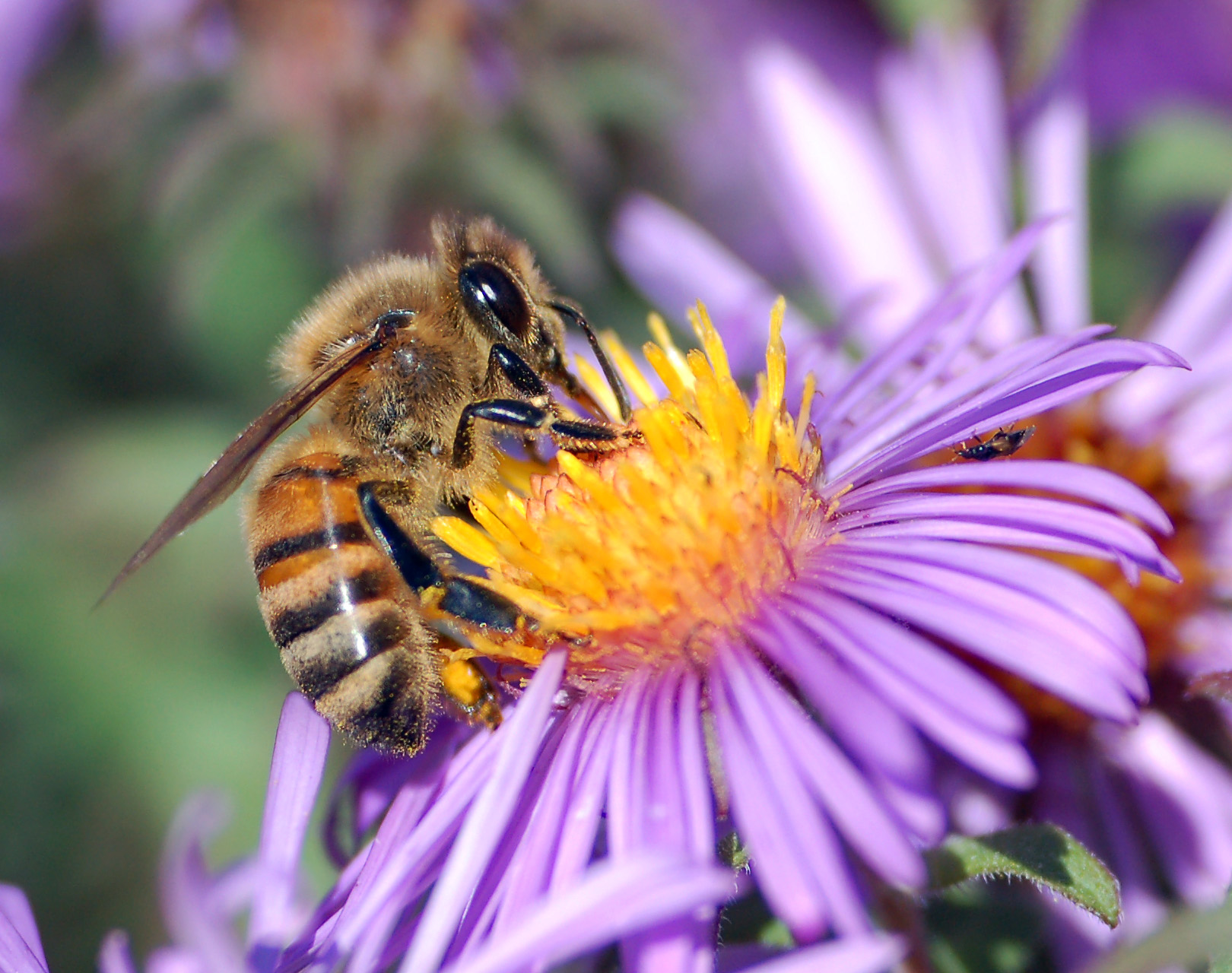
Deoarece unele insecte ajută plantele cu flori prin polenizare, unele insectele sunt critice pentru agricultura. Această albină meliferă Europeană colectează nectarul în timp ce polenul se colectează pe corpul său.

Deși insectele dăunătoare ne atrag cel mai mult atenția, multe insecte sunt benefice pentru mediu și pentru oameni. Unele insecte, cum ar fi viespile, albinele, fluturii, și furnicile polenizează plantele cu flori. Polenizarea este o relație reciprocă între plante și insecte. Insectele adunând nectarul din diferite plante din aceeași specie, au răspândit, de asemenea, polenul de la plantele cu care s-au hrănit anterior. Acest lucru crește foarte mult capacitatea plantelor de a trece polenizarea, care menține și îmbunătățește, eventual, chiar și evoluția lor. Datorită polenizării efectuate de insecte, oamenilor le sunt asigurate culturi sănătoase, ceea ce este esențial pentru agricultură. O mare problemă pentru mediu este scăderea numărului de insecte polenizatoare, și pentru a menține un număr constant de specii de insecte ele sunt acum crescute în crescătorii, cu scopul de a poleniza suficient plantele din câmpuri, livezi sau sere la stadiul de floare.:240–243
Insectele produc de asemenea și substanțe utile, cum ar fi miere, ceară, lac și mătase. Albinele melifere au fost crescute de oameni mii de ani pentru miere, deși polenizarea culturilor de aceste albine este tot mai importantă pentru apicultori. Viermii de mătase au influențat foarte mult istoria omenirii, drumul mătăsii a stabilit relații comerciale între China și restul lumii.
Insectele insectivore, sau insectele care se hrănesc cu alte insecte, sunt benefice pentru oameni deoarece ele mănâncă insecte care ar putea provoca daune în agricultură sau în structuri construite de om. De exemplu, afidele se hrănesc pe culturi și pot cauza probleme pentru agricultori, dar buburuzele se hrănesc cu afide și pot fi utilizate ca un mijloc de a reduce semnificativ populația de afide dăunătoare. Chiar dacă păsările sunt animale de pradă și multe dintre ele se hrănesc cu insecte, insectele înseși reprezintă marea majoritate a consumului de insecte. Fără animale de pradă pentru a le menține sub control, insectele pot suferi explozii de populație aproape de neoprit.:328–348:400 Insectele de asemenea, produc substanțe utile cum ar fi mierea, ceara, lacul și mătasea.